# Reichenburg
Reichenburg és un municipi del cantó de Schwyz, situat al districte de March.

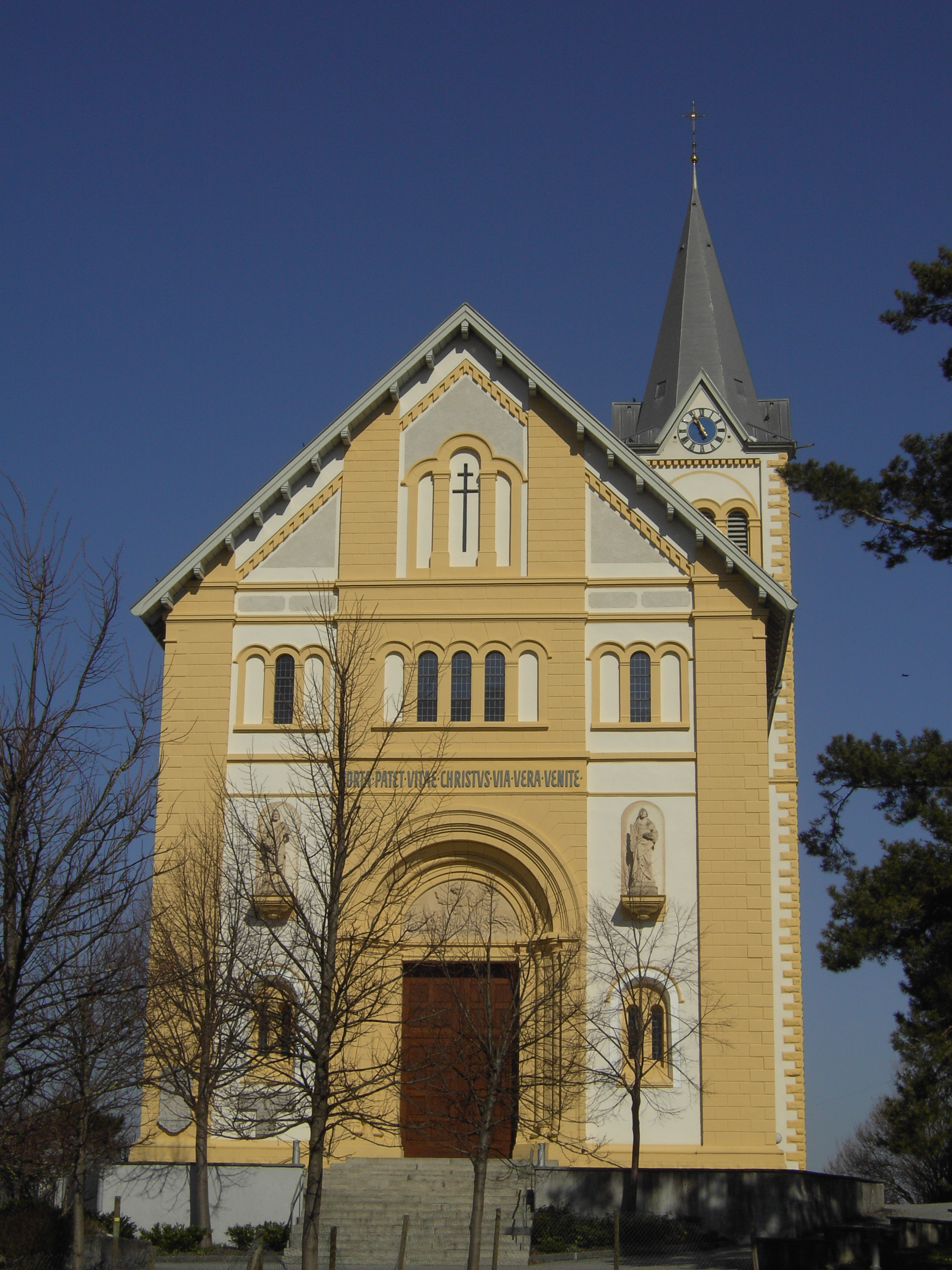
Església